# Lijst van rijksmonumenten in Maastricht/Bredestraat
Een overzicht van de 30 rijksmonumenten in de stad Maastricht gelegen aan of bij de Bredestraat.
| Object | Oorspronkelijke functie? | Bouwjaar               | Architect | Locatie           | Coördinaten?                  | Nr.?  | Afbeelding                                         |
| --- | ------------------------ | ---------------------- | --------- | ----------------- | ----------------------------- | ----- | -------------------------------------------------- |
| Huis met lijstgevel van Naamse steen.                                                                       | Woonhuis                 | tweede kwart 18e eeuw  |           | Bredestraat 3     | 50° 50' 52" NB, 5° 41' 32" OL | 26825 | Meer afbeeldingen                                  |
| Huis met lijstgevel van Naamse steen.                                                                       | Woonhuis                 | laatste kwart 18e eeuw |           | Bredestraat 5     | 50° 50' 52" NB, 5° 41' 32" OL | 26826 | Meer afbeeldingen                                  |
| Huis van twee haaks op elkaar staande vleugels met brede lijstgevel en koetspoort in Naamse steen.          | Gebouw                   | laatste helft 19e eeuw |           | Bredestraat 7     | 50° 50' 52" NB, 5° 41' 31" OL | 26827 | Meer afbeeldingen                                  |
| Huis met lijstgevel en rondbogige koetspoort.                                                               | Gebouw                   | eerste helft 18e eeuw  |           | Bredestraat 8     | 50° 50' 53" NB, 5° 41' 26" OL | 26828 | Meer afbeeldingen                                  |
| Huis van twee haaks op elkaar staande vleugels met een brede voorgevel.                                     | Gebouw                   | 17e eeuw               |           | Bredestraat 9     | 50° 50' 52" NB, 5° 41' 30" OL | 26829 | Meer afbeeldingen                                  |
| Oude Huis de Crassier, een huis met brede lijstgevel.                                                       | Gebouw                   | 1708                   |           | Bredestraat 10    | 50° 50' 53" NB, 5° 41' 26" OL | 26830 | Meer afbeeldingen                                  |
| Huis met zeer brede lijstgevel.                                                                             | Gebouw                   | eerste helft 18e eeuw  |           | Bredestraat 12    | 50° 50' 53" NB, 5° 41' 26" OL | 26831 | Meer afbeeldingen                                  |
| Huis met lijstgevel.                                                                                        | Gebouw                   | eerste helft 17e eeuw  |           | Bredestraat 13    | 50° 50' 52" NB, 5° 41' 28" OL | 26832 | Meer afbeeldingen                                  |
| Huis met hoekblokken en een afgekapt hoofdgestel van mergel.                                                | Woonhuis                 | 17e eeuw               |           | Bredestraat 14    | 50° 50' 53" NB, 5° 41' 25" OL | 26833 | Meer afbeeldingen                                  |
| Huis met lijstgevel.                                                                                        | Gebouw                   | eerste helft 17e eeuw  |           | Bredestraat 15    | 50° 50' 52" NB, 5° 41' 28" OL | 26834 | Meer afbeeldingen                                  |
| Voormalige Poort van Reskem, een huis met brede lijstgevel met een poort en een bekronend fronton.          | Gebouw                   | derde kwart 18e eeuw   |           | Bredestraat 17    | 50° 50' 52" NB, 5° 41' 27" OL | 26835 | Meer afbeeldingen                                  |
| Huis met lijstgevel.                                                                                        | Gebouw                   | 18e eeuw               |           | Bredestraat 18    | 50° 50' 54" NB, 5° 41' 25" OL | 26836 | Meer afbeeldingen                                  |
| Huis met voorgevel in de trant der zgn. Maaslandse renaissance, eindigende in een hoofdgestel met consoles. | Gebouw                   | 17e eeuw               |           | Bredestraat 19    | 50° 50' 52" NB, 5° 41' 26" OL | 26837 | Meer afbeeldingen                                  |
| Huisje met lijstgevel.                                                                                      | Gebouw                   | 18e eeuw               |           | Bredestraat 20    | 50° 50' 54" NB, 5° 41' 24" OL | 26838 | Meer afbeeldingen                                  |
| Huis met eenvoudige lijstgevel.                                                                             | Gebouw                   | 19e eeuw               |           | Bredestraat 22    | 50° 50' 54" NB, 5° 41' 24" OL | 26839 | Meer afbeeldingen                                  |
| Huis met lijstgevel.                                                                                        | Gebouw                   | 19e eeuw               |           | Bredestraat 23A-F | 50° 50' 53" NB, 5° 41' 26" OL | 26840 | Meer afbeeldingen                                  |
| Huis met brede lijstgevel.                                                                                  | Gebouw                   | 17e eeuw               |           | Bredestraat 24    | 50° 50' 54" NB, 5° 41' 24" OL | 26841 | Meer afbeeldingen                                  |
| Huis met lijstgevel.                                                                                        | Gebouw                   | eerste helft 19e eeuw  |           | Bredestraat 25    | 50° 50' 53" NB, 5° 41' 25" OL | 26842 | Meer afbeeldingen                                  |
| Huis, waarvan de brede lijstgevel, een middenrisaliet met geblokte hoeklisenen heeft.                       | Gebouw                   | 1778                   |           | Bredestraat 26    | 50° 50' 54" NB, 5° 41' 23" OL | 26843 | Meer afbeeldingen                                  |
| Huis met lijstgevel.                                                                                        | Gebouw                   | eerste helft 19e eeuw  |           | Bredestraat 27    | 50° 50' 53" NB, 5° 41' 25" OL | 26844 | Meer afbeeldingen                                  |
| Onderbouw. Op de hoek in de kelderdeur. Anno 1776.                                                          | Woonhuis                 | 1776                   |           | Bredestraat 28    | 50° 50' 54" NB, 5° 41' 22" OL | 26845 | Onderbouw. Op de hoek in de kelderdeur. Anno 1776. |
| Huis met lijstgevel.                                                                                        | Woonhuis                 |                        |           | Bredestraat 29    | 50° 50' 53" NB, 5° 41' 24" OL | 26846 | Meer afbeeldingen                                  |
| Huis met eenvoudige lijstgevel.                                                                             | Woonhuis                 |                        |           | Bredestraat 31    | 50° 50' 53" NB, 5° 41' 24" OL | 26847 | Meer afbeeldingen                                  |
| Hoekpand, afgedekt door een schilddak met brede lijstgevels aan het Vrijthof en Bredestraat.                | Gebouw                   | 19e eeuw               |           | Bredestraat 32    | 50° 50' 54" NB, 5° 41' 22" OL | 26848 | Meer afbeeldingen                                  |
| Huis met lijstgevel.                                                                                        | Gebouw                   | 18e eeuw               |           | Bredestraat 33    | 50° 50' 53" NB, 5° 41' 24" OL | 26849 | Meer afbeeldingen                                  |
| Huis met eenvoudige lijstgevel.                                                                             | Gebouw                   | 19e eeuw               |           | Bredestraat 35    | 50° 50' 53" NB, 5° 41' 24" OL | 26850 | Meer afbeeldingen                                  |
| Huis met eenvoudige voorgevel.                                                                              | Gebouw                   | 19e eeuw               |           | Bredestraat 37    | 50° 50' 53" NB, 5° 41' 24" OL | 26851 | Meer afbeeldingen                                  |
| Huis met voorgevel in trant der zgn. Maaslandse renaissance, eindigend in een hoofdgestel met consoles.     | Gebouw                   | eerste helft 17e eeuw  |           | Bredestraat 39    | 50° 50' 54" NB, 5° 41' 23" OL | 26852 | Meer afbeeldingen                                  |
| Huis met lijstgevel van Naamse steen.                                                                       | Gebouw                   | eerste helft 18e eeuw  |           | Bredestraat 41    | 50° 50' 54" NB, 5° 41' 23" OL | 26853 | Meer afbeeldingen                                  |
| Huis met brede lijstgevel van Naamse steen.                                                                 | Woonhuis                 | 1696                   |           | Bredestraat 43    | 50° 50' 54" NB, 5° 41' 23" OL | 26854 | Meer afbeeldingen                                  |